# Гладзорский университет
Гладзо́рский университе́т (арм. Գլաձորի համալսարան) — высшее учебное заведение и один из известнейших центров просвещения средневековой Армении, основанный в 1282 году в исторической области Сюник. Университет находился в 5 километрах к северу от современного города Ехегнадзора, на живописном горном плато.
От сооружений университета до наших дней дошли лишь следы его фундаментов. Сегодня в церкви Сурб Акоп села Вернашен размещён музей, посвящённый Гладзорскому университету.

## История
Гладзорский университет был создан в начале 1282 года ученым и педагогом Нерсесом Мшеци в монастыре Танаат и действовал до 1338 года. За 56 лет своего существования Гладзор стал культурным и научным центром не только Сюника, но и всей Армении. Гладзорский университет был одним из центров средневековой Армении по изучению всех наук, в нём переводились и переписывались научные труды. Университет был одним из центров армянской школы миниатюры. Особую известность университет получил в 1284—1338 при ректоре Нчеци Есаи, выдающемся богослове, философе, полиглоте. В 1338 году университет был закрыт вследствие политического и экономического упадка страны.

## Обучение
Продолжительность обучения в университете составляла от 7 до 8 лет. В Гладзорском университете преподавались все средневековые дисциплины, издавна принятые в высших школах средневековой Армении, однако особенное значение придавалось богословию и философии. Независимо от избираемой в дальнейшем специализации студенты были обязаны кроме богословия изучить также и «внешние», светские науки, первые три из которых — грамматика, риторика, логика, составляли так называемый тривиум, основу гуманитарного образования. А остальные четыре предмета — арифметика, геометрия, астрономия и теория музыки составляли квадривиум, цикл точных наук. При окончании Гладзора его ученики писали диссертации. Современники называли Гладзорский университет «вторыми Афинами».
Книгохранилище Гладзорского университеты вмещало большое количество трудов армянских и греческих учёных, достаточных для получения незаурядного по тем временам образования. Чтобы представить принципы обучения в Гладзорском университете, можно обратиться к проповеди ректора Нерсеса Мшеци «О пустынниках», где сказано:
Для учебы необходимы четыре вещи – нужно, чтобы учителя были бы одержимы желанием обучать, причем без жадности и тщеславия; во-вторых, нужна горячая любовь; в-третьих, мир; в-четвертых, нужны места пустынные и тихие

### Известные выпускники
- Степанос Орбелян — историк[2]
- Ованес Воротнеци — философ[2]
- Ованес Ерзнкаци Цорцореци — философ, грамматик, поэт, переводчик
- Киракос Ерзнкаци — философ
- Мхитар Саснеци — богослов
- Момик (обучался и преподавал) — архитектор, мастер по камню и художник[2]
- Торос Таронаци (обучался и преподавал) — миниатюрист[2]
- Аваг[арм.] (обучался и преподавал) — миниатюрист[2]
- Тиратур Киликеци — миниатюрист

## Наследие
По случаю 700-летия Гладзорского университета в 1984 году по решению Правительства Армении в церкви Святого Акопа села Вернашен был открыт историко-культурный музей-заповедник «Гладзорский Университет».

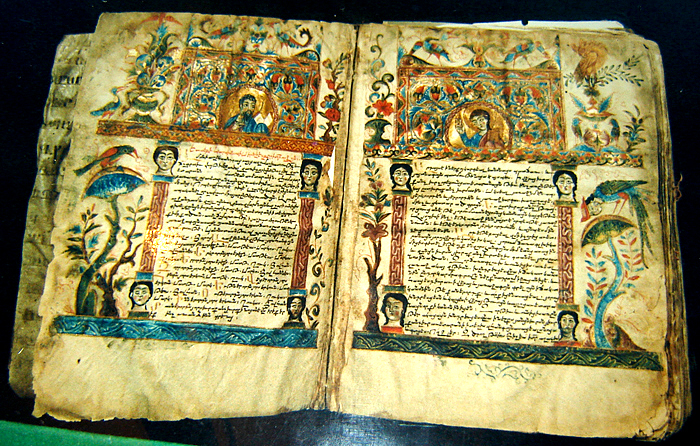
Армянская миниатюра из Гладзорского университета
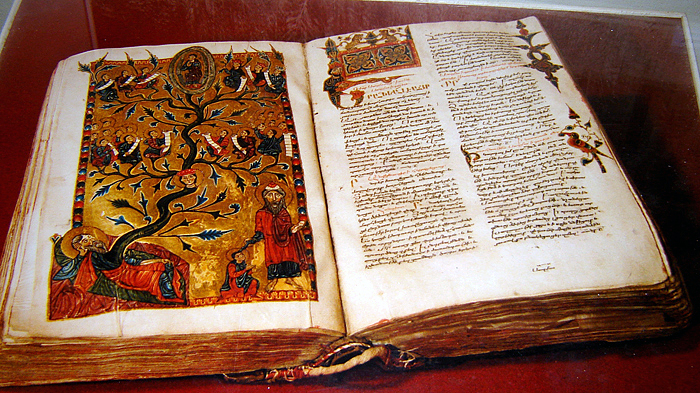
Армянская миниатюра из Гладзорского университета
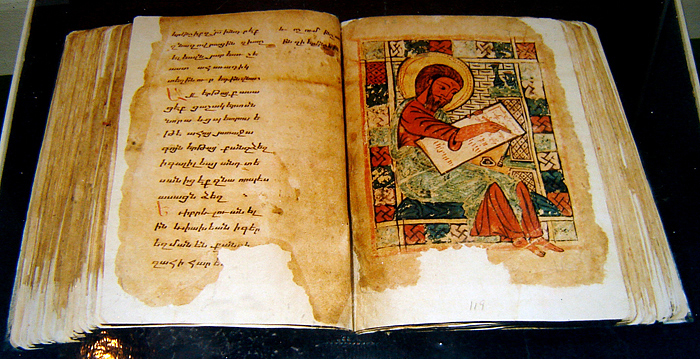
Армянская миниатюра из Гладзорского университета
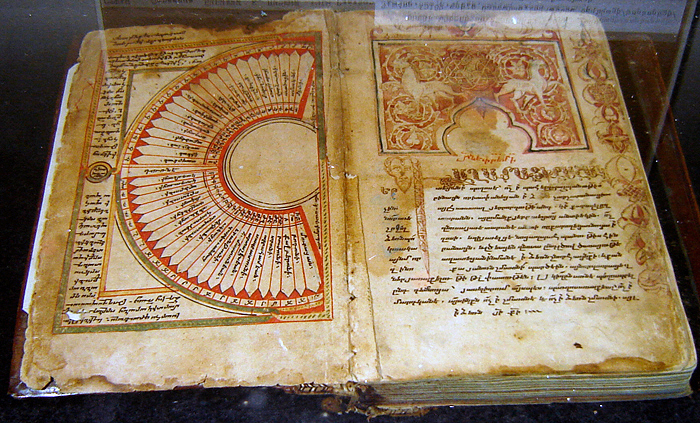
Армянская миниатюра из Гладзорского университета
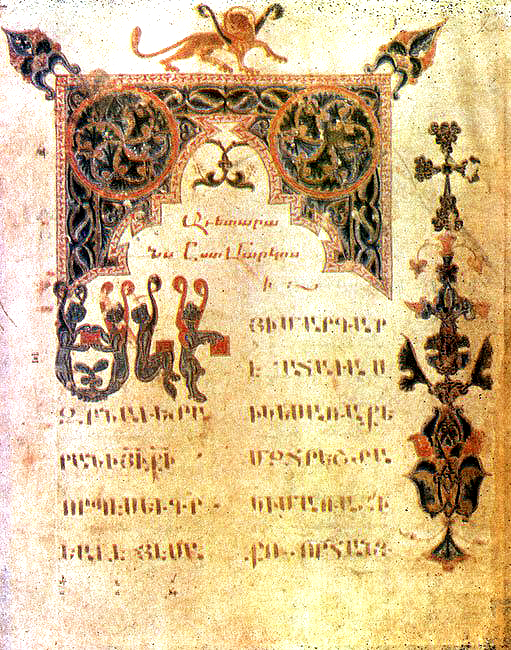
Армянская миниатюра из Гладзорского университета